# Comissão de Coordenação e Desenvolvimento Regional do Norte

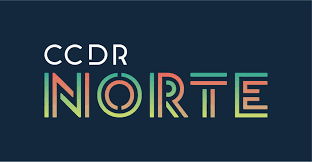
Logotipo da CCDR Norte

Comissão de Coordenação e Desenvolvimento Regional do Norte

A Comissão de Coordenação e Desenvolvimento Regional do Norte (CCDR-N) é uma CCDR portuguesa, que têm como objetivo principal promover o desenvolvimento regional e a coesão territorial da região do Norte. Atua como um órgão descentralizado da administração pública, sendo responsável por coordenar e executar políticas de desenvolvimento regional, planificação territorial, ordenamento do território e ambiente da mesma região.
Compete, também, à CCDR-N a gestão de programas comunitários provenientes de fundos da União Europeia destinados a Portugal e de outros instrumentos de financiamento de desenvolvimento regional de que são exemplo os incentivos do Estado aos meios de comunicação social de nível local e regional instalados.
Das atribuições da CCDR-N destaca-se, ainda, a missão de proteger, conservar, valorizar, divulgar e promover a Paisagem Cultural, Evolutiva e Viva do Alto Douro Vinhateiro, Património Mundial da UNESCO.

## História
Formalmente instituída em 1969, a CCDR-N (então designada por Comissão de Planeamento Regional) assumiu a missão de promover a articulação das políticas públicas setoriais com uma visão territorial do desenvolvimento.

Mulher, Vitor Ribeiro (Simpósio Internacional de Escultura do Porto, 1985) - Jardim da CCDR-N

Numa primeira fase, e até 1974, o desempenho dessa missão inovadora caracterizar-se-á por uma dimensão consultiva e de acompanhamento dos planos de desenvolvimento regional. A existência e consolidação da administração local passou então a constituir um outro objetivo decisivo, em função da qual a atualmente designada CCDR-N orientou a sua ação, em particular no apoio técnico às autarquias locais. É nesse contexto que surgem os Gabinetes de Apoio Técnico, cuja instituição formal ocorre em 1979. Precisamente nesse ano, as CPR passam a designar-se Comissões de Coordenação Regional (CCR) e são definidas as atuais cinco áreas de intervenção geográfica (NUTS II).
Em 1986, no ano da adesão de Portugal à atual União Europeia, foram atribuídas à CCRN novas valências de atuação no contexto geral da coordenação das medidas de interesse para o desenvolvimento. É o caso das competências de ambiente e ordenamento do território, entretanto transferidas para a Direção Regional de Ambiente e Ordenamento do Território do Norte (DRAOT-N), da gestão de programas financeiros nacionais e comunitários e da cooperação.
Em 2003, num ato que é considerado "refundador” das Comissões de Coordenação, a Comissão de Coordenação da Região Norte (CCRN) e a DRAOT-N fundem-se, dando origem à CCDR-N.
Já em 2007, e no âmbito do Programa de Reestruturação da Administração Central do Estado, foram publicados novos diplomas legais de enquadramento e definição das atribuições e competências da CCDR-N, enquanto organismo desconcentrado do Ministério do Ambiente, do Ordenamento do Território e do Desenvolvimento Regional.
Como resultado da sua aplicação, a CCDR-N integrou o Conselho de Coordenação Intersectorial, um novo órgão destinado a promover a coordenação das políticas da administração central, à escala da região, e a dinamizar a articulação dos serviços públicos desconcentrados. Por outro lado, foram transferidas as competências exercidas sobre o domínio hídrico e determinada a extinção dos Gabinetes de Apoio Técnico. Compreende 8 sub-regiões ou unidades de nível III (NUTS III):
- Área Metropolitana do Porto (PT11A)
- Alto Minho (PT111)
- Alto Tâmega (PT11B)
- Ave (PT119)
- Cávado (PT112)
- Douro (PT11D)
- Tâmega e Sousa (PT11C)
- Terras de Trás-os-Montes (PT11E)

## Cronologia
- 1969 - Surge a Comissão de Planeamento Regional (CPR)
- 1979 - Formalizados os Gabinetes de Apoio Técnico
- 1979 - As Comissões de Planeamento Regional passam a designar-se por Comissões de Coordenação Regional (CCR)
- 1986 - Adesão de Portugal à União Europeia (então CEE)
- 2003 - União da Comissão de Coordenação da Região Norte (CCRN) e da Direção Regional de Ambiente e Ordenamento do Território do Norte (DRAOT-N)  dando origem à CCDR-N
- 2007 - Programa de Reestruturação da Administração Central do Estado
- 2007/2013 - ON.2 - O Novo Norte (Programa Operacional Regional do Norte 2007/2013)
- 2014/2020 - Norte 2020